# Арцене (Империја)
Арцене је насеље у Италији у округу Империја, региону Лигурија.
Према процени из 2011. у насељу је живело 8 становника. Насеље се налази на надморској висини од 723 м.